# Museumsgesetz (Japan)
Das japanische Museumsgesetz (jap. 博物館法, Hakubutsukanhō, engl. Museums Act) ist geltendes japanisches Recht. Es wurde am 1. Dezember 1951 beschlossen und besteht aus fünf Teilen (章) mit 29 Paragraphen. Das Gesetz regelt die Gründung und Leitung japanischer Museen (博物館). Es bestimmt die Prüfungsbedingungen für die lokalen Schulbehörden der Präfekturen, die Erstellung von Satzungen für öffentliche Museen, verankert das Grundprinzip der Kostenlosigkeit eines Museumsbesuchs, die Einrichtung eines Museumsrats, die Unterstützung auf Landesebene und regelt die Beziehung von Land, Gebietskörperschaften und den lokalen Schulbehörden in den Präfekturen. Der Grundgedanke des Gesetzes basiert auf dem „Gesetz über die lokale Selbstverwaltung“ (地方自治法, Chihō-jichi-hō) von 1947 und dem „Sozialpädagogikgesetz“ (社会教育法, Shakai-kyōiku-hō) von 1949.

## Struktur und Inhalt
Allgemeine Bestimmungen - § 1 bis § 9
Das Gesetz versteht sich als Beitrag zur Entfaltung von Wissenschaft, Kultur und der Ausbildung der japanischen Bürger. Die Aufgabe eines Museums ist es zunächst, Materialien zur Geschichte, Kunst, zu Volksbräuchen, zur Industrie und naturwissenschaftliche Materialien zu sammeln und aufzubewahren. Um zur wissenschaftlichen Forschung, der Erziehung und Freizeitgestaltung beizutragen, gehört es zur Aufgabe der Museen, die gesammelten Materialien durch Ausstellungen und Veranstaltungen der Öffentlichkeit zugänglich zu machen. Zur Einrichtung eines Museums können verschiedene Gesellschaftsformen gewählt werden, wobei ein „staatliches Museum“ (公立博物館, kōritsu ~) im Sinne des Gesetzes lediglich eine registrierte Gebietskörperschaft (地方公共団体) ist, alle übrigen Museen gelten nach dem Museumsgesetz als „private Einrichtungen“ (私立博物館, shiritsu ~). Paragraph 3 bestimmt näher, was zu den aufzubewahrenden und auszustellenden Materialien gehört und über welche Räumlichkeiten bzw. welche Ausstattung das Museum verfügen soll. Entsprechend dem Kulturgutschutzgesetz muss ein Museum alle gesammelten und sich in der Nähe seines Standortes befindlichen Kulturgüter in einem Register verzeichnen (§ 3 Satz 8). Da die Museen einen Bildungsauftrag besitzen, müssen sie Informationen veröffentlichen und diese, wie auch Ausstellungsstücke, mit anderen Museen austauschen. Die Paragraphen 4 und 5 bestimmen mit Bezug zum „Schul- und Erziehungsgesetz“ (学校教育法, Gakkō-kyōiku-hō) die Voraussetzungen, die an das Personal, vom Leiter, Kurator bis zum Angestellten, eines Museums gestellt werden.
Registrierung - § 10 bis § 17
Die Registrierung eines Museums erfolgt im Hauptregister für Museen der zuständigen lokalen Schulbehörde. Die Person, die ein Museum registriert, muss dazu einen schriftlichen Antrag bei der Schulbehörde der Präfekturen mit seinen persönlichen Adressdaten, dem Namen und dem Standort des Museums einreichen. Hinzugefügt werden müssen Dokumente zur Lage und Größe des Museums, die Satzung und Hausordnung des Museums, ein Verzeichnis der Ausstellungsstücke, eine Auflistung des Personals, ein Geschäftsbericht des laufenden Jahres und eine Umsatzprognose. Die Grunddaten werden im Hauptbuch der Präfekturbehörden unter dem Datum des schriftlichen Antrags eingetragen. Gegebenenfalls werden hier auch die Gründe für eine Ablehnung des Antrags aufgeführt. Änderungen müssen der Präfekturbehörde mitgeteilt werden. Nicht wahrheitsgemäße Angaben führen bei Bekanntwerden zum Widerruf der Registrierung.
Staatliche Museen - § 18 bis § 26
Staatliche Museen müssen durch die Satzung als Gebietskörperschaft bestimmt sein. Zuständig ist die lokale Schulbehörde. Als Beratungsgremium dient der Museumsrat, der von der lokalen Schulbehörde berufen wird. Staatliche Museen dürfen weder ein Eintrittsgeld, noch Gebühren für die Benutzung der Materialien erheben (§ 23). Das Land kann die Gemeinden Im Rahmen ihres Haushaltsplans beim Unterhalt der Museen unterstützen.
Private Museen - §§ 27 und 28
Die Schulbehörden können von privaten Museen die Anfertigung von Informationsmaterialien und Forschungsberichten einfordern. Sie können zudem die Museen in Fragen der Einrichtung und Leitung fachlich und technisch beraten.
Sonstiges - § 29 und Ergänzungen

## Revision
Die erste Revision des Gesetzes nach mehr als 50 Jahren, im Juni 2008 ist von der Asahi Shimbun als Enttäuschung bezeichnet worden. Erwartet wurden Verbesserungen, die die Leitung von Museen vereinfache und den finanziellen Druck nehme.
So sind das Nationalmuseum Tokio, das Nationalmuseum für westliche Kunst und das Nationalmuseum der Naturwissenschaften nach dem Museumsgesetz keine vorschriftsmäßigen Museen. Als Museum (hakubutsukan) gelten im Sinne des Gesetzes nur registrierte Museen oder museale Einrichtungen. Laut MEXT gab es 2005 ca. 5614 Museen, wovon 8 % keine Museen oder museale Einrichtungen im Sinne des Museumsgesetzes waren.